# یان پونیچان
یان پونیچان (انگلیسی: Ján Poničan; ۱۵ ژوئن ۱۹۰۲ – ۲۵ فوریهٔ ۱۹۷۸) نویسنده، نمایشنامه‌نویس، شاعر، مترجم و وکیل اهل اسلواکی بود.